# Phidippus venus
Phidippus venus là một loài nhện trong họ Salticidae.
Loài này thuộc chi Phidippus. Phidippus venus được Edwards miêu tả năm 2004.